# ليفانا فنكلستين
ليفانا فنكلستين (بالعبرية: לבנה פינקלשטיין‏) هي ممثلة إسرائيلية، ولدت في 21 سبتمبر 1947 في بلغاريا.

## وصلات خارجية
- ليفانا فنكلستين على موقع IMDb (الإنجليزية)
- ليفانا فنكلستين على موقع ألو سيني (الفرنسية)
- ليفانا فنكلستين على موقع أول موفي (الإنجليزية)
- ليفانا فنكلستين على موقع قاعدة بيانات الأفلام السويدية (السويدية)
- ليفانا فنكلستين على موقع قاعدة بيانات الفيلم (الإنجليزية)
- ليفانا فنكلستين على موقع كينوبويسك (الروسية)